# 妮园蛛
妮园蛛（学名：Araneus nympha）为园蛛科园蛛属的动物。分布于印度、巴基斯坦以及中国大陆的西藏等地，多见于农田 多布网于灌木丛及杂草丛中。其生存的海拔范围为3000至3800米。该物种的模式产地在印度。